# Importeur

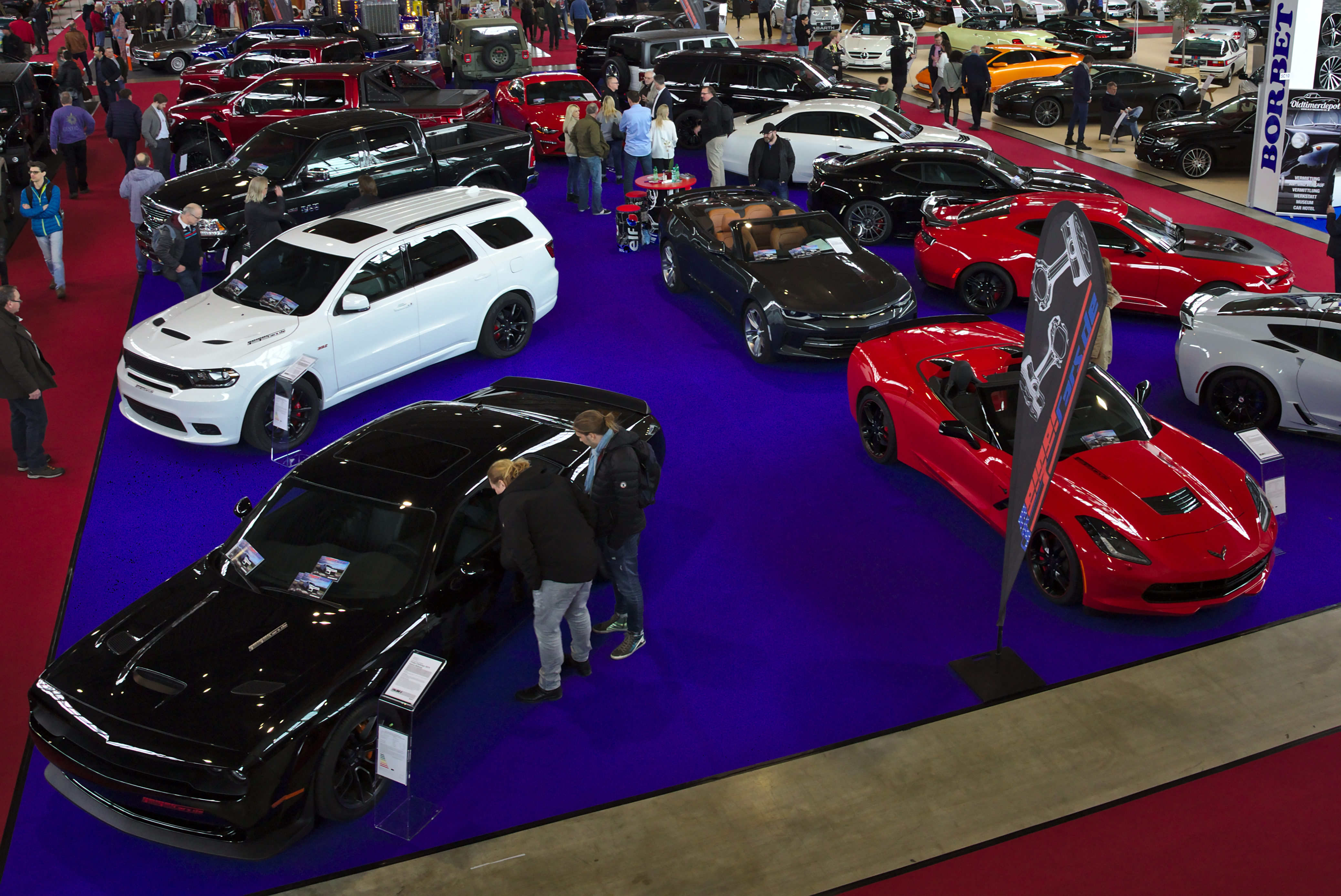
GeigerCars importiert US-amerikanische Fahrzeug nach Europa (hier: Stand auf den Retro Classics 2018)

Importeur ist im Sinne des Außenwirtschaftsrechts derjenige, der einen Kaufvertrag über Güter mit einem ausländischen Exporteur abschließt bzw. die Güter in das Inland einführt oder einführen lässt.

## Allgemeines
Importeur ist ein aus dem Wort Import gebildetes Nomen Agentis. Wirtschaftlich ist der Importeur ein Wirtschaftssubjekt, das Güter aus dem Ausland aufgrund einer Handelsbeziehung mit einem Exporteur bezieht, wobei es gleichgültig ist, ob der Importeur die Güter unbearbeitet als Wiederverkäufer weiterveräußert (Einfuhrhändler, mittelbarer Importeur) oder eine Weiterverarbeitung vornimmt. Ein für den Transport beauftragter Spediteur oder Frachtführer gilt also nicht als Importeur. Als Importeur gilt auch der Transithändler, der Waren importiert, um sie wieder zu exportieren.

## Liefer- und Zahlungsbedingungen
Der Importeur handelt mit dem Exporteur dessen Lieferbedingungen für die Lieferung aus und übernimmt durch die Zahlungsbedingungen die Zahlungspflicht. Handelsklauseln wie die Incoterms regeln, ob und inwieweit der Exporteur die Transportkosten oder Versicherung übernimmt. Sie reichen von keiner Übernahme („ab Werk“) bis zur vollen Übernahme („frei verzollt“). Die Zahlungsbedingungen regeln, wann der Importeur seine Zahlungspflicht gegenüber dem Exporteur zu erfüllen hat. Das kann vor allem ein Vorschuss (Vorauszahlung, Anzahlung) bereits vor der Lieferung (Kundenkredit), Zahlung Zug um Zug oder Akkreditiv/Dokumenteninkasso bei der Lieferung oder ein Zahlungsziel nach der Lieferung (Lieferantenkredit) sein. Im Falle des Kundenkredits übernimmt der Importeur ein Kreditrisiko und ein Länderrisiko, die er durch Delkredereversicherung absichern kann.

## Rechtsfragen
Importeur ist, wer Güter aus einem Drittland in den Europäischen Wirtschaftsraum einführt oder dies veranlasst. Güter sind Waren, Software und Technologie (§ 2 Abs. 13 AWG) sowie Elektrizität (§ 2 Abs. 22 AWG). Der Importeur hat Pflichten gemäß §§ 4 AWG und § 5 AWG, zudem kann er Normadressat behördlicher Maßnahmen gemäß § 8 AWG sein. Generalimporteure werden beispielsweise von Automobilherstellern als Markteintritts- und Marktbearbeitungsform gewählt, wenn keine eigene Vertriebsgesellschaft aufgebaut werden soll (etwa wegen geringer Marktgröße oder mangelnder Vertrautheit mit dem Markt).
Der Rechtsbegriff Einführer wird dagegen im engeren Sinne nur für Warenbezüge aus Drittstaaten (Länder außerhalb der Europäischen Union) verwendet. Bei grenzüberschreitenden Bezügen von Waren innerhalb der EU-Mitgliedstaaten spricht man vom „innergemeinschaftlichen Erwerb“, weil keine zollamtliche Abwicklung notwendig ist. Gemäß § 1a Abs. 1 UStG liegt ein „innergemeinschaftlicher Erwerb“ vor, wenn ein Gegenstand bei einer Lieferung an den Abnehmer (Erwerber) aus dem Gebiet eines EU-Mitgliedstaates in das Gebiet eines anderen EU-Mitgliedstaates gelangt. Auch gemäß § 2 Nr. 8 ProdSG ist Einführer jede im Europäischen Wirtschaftsraum ansässige natürliche oder juristische Person, die ein Produkt aus einem Staat, das nicht dem Europäischen Wirtschaftsraum angehört, in den Verkehr bringt. Der Einführer hat gemäß § 31 Abs. 1 AWV die Einfuhrabfertigung bei einer Zollstelle zu beantragen.
Der Importeur von Arzneimitteln hat nur insoweit nach dem AMG zu haften, als er zugleich pharmazeutischer Unternehmer ist. Das ist der Fall, wenn der Importeur das Arzneimittel in seinem Namen in Verkehr bringt (§ 4 Abs. 18 AMG). Dies darf er nach § 9 Abs. 2 AMG allerdings nur, wenn er seinen Geschäftssitz im Inland oder einem anderen EU-Mitgliedstaat hat.
Auch Privatpersonen können, beispielsweise im Zuge von Reisen im Ausland, Waren importieren. Hierbei sind insbesondere die Reisefreimengen zu beachten.